# FV Olympia Laupheim
Maillots
Le FV Olympia Laupheim est un club allemand de football localisé à Laupheim dans le Bade-Wurtemberg.

## Histoire
Le club fut créé le 4 avril 1904 sous l’appellation Fuß und Faustballclub Laupheim. En 1919, le cercle changea son appellation en Fußball Verein Olympia Laupheim. En 1926, une section école de football fut ouverte.
Jouant dans un relatif anonymat dans les séries inférieures, le FV Olympia Laupheim remporta sa Kreisliga, en 1934 et monta en Bezirksliga.
Après la Seconde Guerre mondiale, le SV Biberach fut dissous par les Alliés, comme tous les clubs et associations allemands (voir Directive n°23).
En 1945, le cercle fut reconstitué sous l’appellation SV Laupheim. Cette nouvelle dénomination venait du fait que la Directive n°23 stipulait que les anciennes appellations, employées sous le régime nazi, étaient interdites
En 1947, le SV Laupheim fut un des fondateurs de l’Oberliga Sud-Ouest, Groupe Sud. Le club fut relégué après la première saison.
En fin d’année 1949, le club reprit son appellation initiale de FV Olympia Laupheim.
Le cercle resta dans les ligues inférieures plusieurs saisons. En 1954 et  1958, il fut sacré champion de l’Oberschwabenliga. En 1960, il fut retenu pour devenir un des fondateurs d’une ligue nouvelle constituée, la Schwarzwald-Bodenseeliga (niveau 3 de la hiérarchie allemande). Le FV Olympia y termina régulièrement en milieu de classement, avec une 7e place en 1965 comme meilleur résultat. En 1966, le cercle se sauva de justesse, mais l’année suivante, il termina six points trop courts par rapport au FC Wacker Biberach et fut relégué, vers le niveau 4 de la pyramide du football allemand.
En 1970, le titre en Oberschwabenliga permit à club de remonter en Schwarzwald-Bodenseeliga.
En 1981, le club ouvrit une section de Tennis.
En 1985, le FV Olympia Laupheim descendit en Bezirksliga mais remonta l’année suivante vers la Landesliga Württgemberg.
En 2003, le club accéda à la Verbandsliga Württemberg (niveau 5, depuis 2008, niveau 6). En 2006, le FV Olympia manqua pour trois points la montée en Oberliga Bade-Württemberg (niveau 4, qui depuis 2008 est devenue niveau 5).

## Palmarès
- Champion en Kreisliga: 1934.
- Champion de la Oberschwabenliga: 1954, 1958, 1970.
- Champion de la Bezirksliga Schwarzwald-Bodensee: 1965.
- Vice-champion de la Schwarzwald-Bodenseeliga: 1971, 1972, 1978.
- Champion de la Landesliga Bade-Wurttemberg: 2003.

## Sources et liens externes
- Website officiel du FV Olympia Laupheim
- Archives des ligues allemandes depuis 1903
- Base de données du football allemand